# شون دوليتل
شون دوليتل (بالإنجليزية: Sean Doolittle)‏ هو لاعب كرة قاعدة أمريكي، ولد في 26 سبتمبر 1986 في رابيد سيتي في الولايات المتحدة.

## وصلات خارجية
- شون دوليتل على موقع دوري كرة القاعدة الرئيسي (الإنجليزية)
- شون دوليتل على موقعبيزبول رفرنس.كوم (الدوري الرئيسي) (الإنجليزية)
- شون دوليتل على موقعبيزبول رفرنس.كوم (الدوري الثانوي) (الإنجليزية)
- شون دوليتل على موقع إي إس بي إن.كوم (أم.أل.بي) (الإنجليزية)
- شون دوليتل على موقع مشجعي الرسوم البيانية (الإنجليزية)